# دستجا
دستجا، مرکز دهستان براآن شمالی از توابع بخش مرکزی شهرستان اصفهان در استان اصفهان ایران است.این روستا در مسیر جاده اصفهان -ورزنه واقع شده است

## جمعیت
این روستا در دهستان براآن شمالی قرار دارد و براساس سرشماری مرکز آمار ایران در سال ۱۳۸۵، جمعیت آن ۱٬۷۰۴ نفر (۳۷۴خانوار) بوده‌است.